# مارمولک کرمی
مارمولک کرمی (نام علمی: Amphisbaena) نام یک سرده از تیره مارمولک‌های کرمی است.